# パトリック・デュポン
パトリック・デュポン（Patrick Dupond、1959年3月14日 - 2021年3月5日）は、フランスのバレエダンサー。パリ・オペラ座バレエの元エトワール・芸術監督。

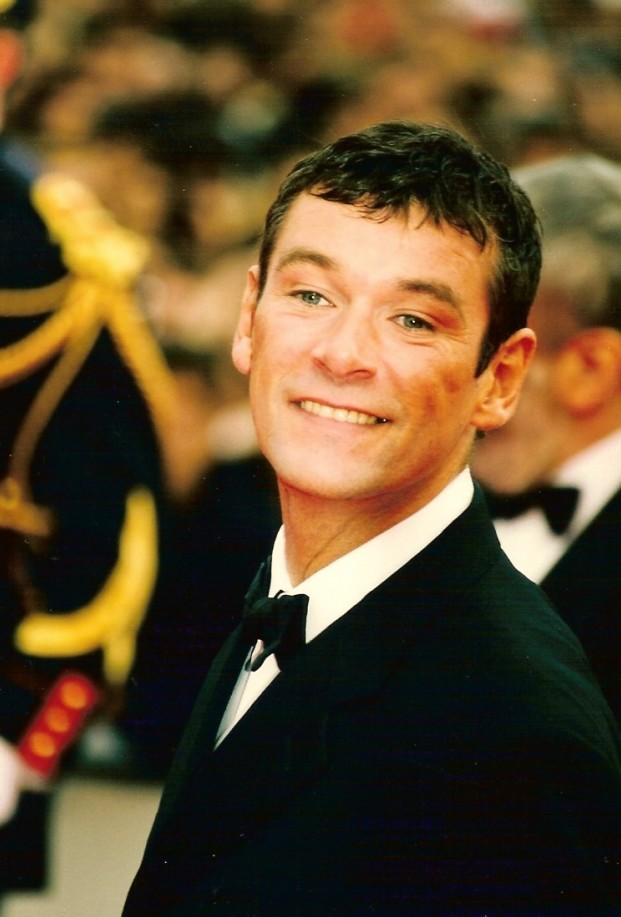
自身が審査員を務めた第50回カンヌ国際映画祭にて

## 来歴
パリ生まれ。8歳でバレエを始め、マックス・ボゾニなどに師事。1971年パリ・オペラ座バレエ学校に入学。在学中からずば抜けた才能と奔放な言動で有名になり、「enfant terrible（恐るべき子ども）」と称される。卒業後の1975年にパリ・オペラ座バレエに入団。翌年ヴァルナ国際バレエコンクールに出場し、金賞と特別賞を受賞。1978年プルミエ・ダンスールに昇進し、翌1979年には、ジョン・ノイマイヤーが彼のために振付けた『ヴァスラフ』を踊って絶賛を博す。1980年に史上最年少（当時）の21歳でエトワールに任命される。以後、オペラ座は勿論、世界中のバレエ団にも数多く客演し、その驚異的なテクニックと圧倒的な存在感、親しみやすいキャラクターで抜群の人気を誇った。
レパートリーは『ドン・キホーテ』のバジルや『海賊』のコンラッドのような、持ち前の超絶技巧を生かしたものから、『ジゼル』、『ロミオとジュリエット』、モーリス・ベジャール版『ボレロ』などのシリアスな作品、『長靴をはいた猫』などのコミカルなものまで幅広く、ベジャールの『サロメ』では、両性具有の魅力も放った。また、映画出演やレコードのリリースなど、バレエの枠に囚われない活動でも話題になった。
1987年にフランス・ナンシーバレエ団の芸術監督に就任し、1989年にはオペラ座の芸術監督（エトワール兼任）に就任。マリー＝クロード・ピエトラガラをエトワールに抜擢し、レパートリーにも現代作品を取り入れるなど、積極的な改革に当たったが、上層部との対立も表面化し、1995年に退任を余儀なくされる。
1998年にオペラ座を離れた後は、病気・事故などのアクシデントに度々見舞われたこともあって、活動も断続的になり、2008年のパリ公演を最後に第一線を退くことを表明した。その後、後進の指導に携わる傍ら、テレビやチャリティの出演など幅広く活躍し、2000年に自伝『パリのエトワール』を出版した。
62歳の誕生日を目前にした2021年3月5日、死去。2週間後にパートナーであった振付師のレイラ・ダ・ロシャが女性誌のインタビューに応じ、死因が肺がんであったことを明かした。